# 中华人民共和国国民经济和社会发展第十个五年规划纲要

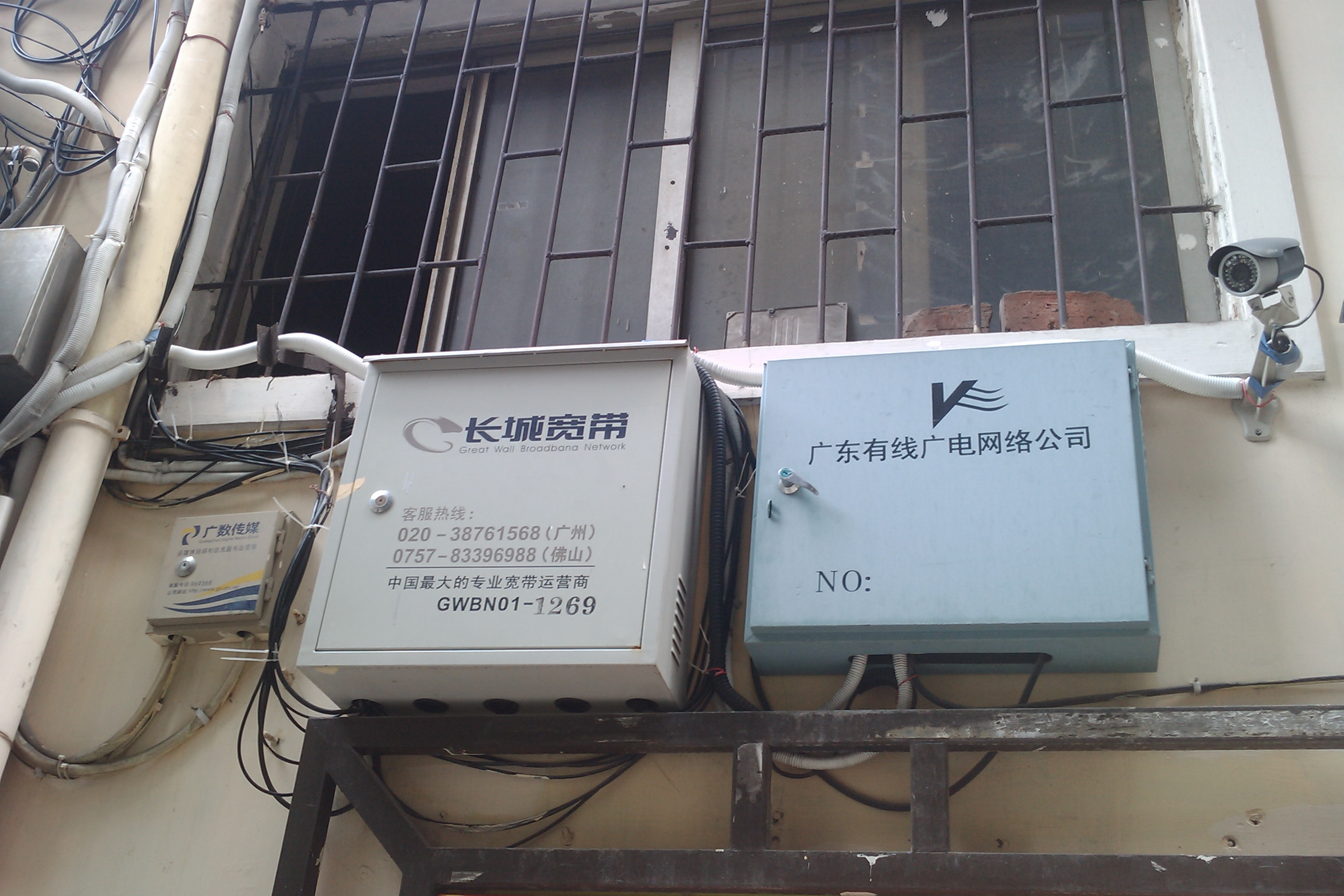
全国有线电视入户率达到40%

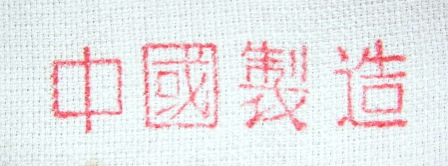
「中國製造」產品席捲全球

第十個五年計畫（亦稱「十五」計劃）是指中華人民共和國制定的從2001年到2005年底發展國民經濟的計劃。2001年3月15日第九届全国人民代表大会批准《国民经济和社会发展第十个五年计划纲要》，設定西部大開發、振興老東北等平衡國家各地區維持總體平穩發展的目標為主軸，此時交通等經濟基礎建設也在陸續完工與持續開工間使得通車里程等數字大量增長。

## 目標
- 坚持把发展作为主题
- 坚持把结构调整作为主线
- 坚持把改革开放和科技进步作为动力
- 坚持提高人民生活水平为根本出发点
- 坚持经济和社会协调发展[1]

## 執行成果
- 人口自然增长率控制在9‰以內，人均纯收入年增5%
- 初中入学率达到90%、高中達60%
- 西部大開發和振興東北計畫實行
- 神舟六号發射成功
- 全国有线电视入户率达到40%
- 國產龍芯中央處理器量產
- 640座城市強化防洪建設